# Rush (film, 2013)
Cet article concerne le film de Ron Howard. Pour le film de Lili Fini Zanuck, voir Rush.
Pour les articles homonymes, voir Rush.
Pour plus de détails, voir Fiche technique et Distribution.
Rush est un film dramatique américano-britanno-allemand coproduit et réalisé par Ron Howard, sorti en 2013. Il est présenté au Festival international du film de Toronto 2013.
Le film met en scène la rivalité, durant les années 1970, entre les pilotes de course d'automobile James Hunt (interprété par Chris Hemsworth) et Niki Lauda (joué par Daniel Brühl), qui atteint son paroxysme, pour le titre mondial en jeu lors de la saison de Formule 1 de 1976.

## Synopsis
Le Britannique James Hunt et l'Autrichien Niki Lauda, deux talentueux pilotes, se rencontrent au début des années 1970 alors que tous deux courent en Formule 3. Si les deux hommes ont la passion de la course en commun malgré l'aversion de leurs familles respectives pour ce sport, leurs personnalités sont en revanche diamétralement opposées. Hunt est un personnage « décalé, fêtard, trompe-la-mort », qui multiplie les conquêtes féminines. Lauda au contraire est un pilote sérieux et très professionnel, particulièrement doué pour régler les voitures et qui évalue la limite de risques à ne pas dépasser. Pour ces raisons, ces deux pilotes affichent un grand mépris mutuel. Hunt appelle Lauda « le rat ».
Tous deux se marient, Hunt avec la top-model Suzy Miller et Lauda avec Marlene Knaus. Leur rivalité se poursuit en Formule 1. Lord Alexander Hesketh, qui faisait déjà courir Hunt en Formule 3 et Formule 2, a réalisé une voiture pour lui permettre de disputer les Grand Prix à partir de la saison de 1973. Lauda lui a réuni un budget pour s'acheter une place sur une des trois BRM où il fait notamment équipe avec Clay Regazzoni. Le pilote autrichien est par la suite engagé par Ferrari sur les indications de Regazzoni et devient champion du monde en 1975 alors que Hesketh met la clé sous la porte en fin de saison, faute de budget. Hunt trouve finalement un volant chez McLaren au moment même où il vit un divorce très médiatisé avec son épouse Suzy, qui l'a trompé avec l'acteur Richard Burton.
|                                                                        |  |  |
| Les pilotes de formule 1 James Hunt (en 1976) et Niki Lauda (en 1974). |  |  |

L'affrontement au sommet a lieu durant la saison de 1976. Le méthodique pilote autrichien, as de la mise au point, prend l'avantage sur le fantasque et rapide Britannique en quête de fiabilité avec sa machine. Arrive à mi-saison le Grand-Prix d'Allemagne sur le Nürburgring considéré comme le plus dangereux de tous. En raison de la météo très défavorable, Lauda propose, lors du briefing des pilotes, que la course soit annulée, selon sa règle personnelle des « 20 % de risques » à ne pas dépasser. Mais emmenée par Hunt qui l'accuse de manœuvres tactiques pour conserver son avance dans le championnat, une majorité se dégage pour disputer le Grand Prix. Le 1er août 1976 lors de la course, Lauda perd le contrôle de sa Ferrari, qui frappe le rail, s'enflamme, rebondit sur la piste puis est percutée par deux autres monoplaces. L'Autrichien est assez rapidement extrait de l'épave grâce à l'intervention d'autres pilotes mais il est gravement brûlé au visage et intoxiqué par les émanations d'essence. À l'hôpital, sous les yeux de son épouse Marlene, un prêtre lui donne les derniers sacrements mais il survit. Pendant sa convalescence particulièrement pénible, il voit à la télévision James Hunt remporter course après course et revenir sur lui au classement du championnat.
Au bout de seulement six semaines et à la grande surprise de tous, Niki Lauda, le visage défiguré, reprend le volant lors du Grand-Prix d'Italie à Monza et parvient à se classer quatrième alors que Hunt abandonne. Lors de la conférence de presse, un journaliste demande avec insistance à Lauda s'il pense que sa femme restera à ses côtés, compte tenu de l'état de son visage. Lauda met un terme brutal à la conférence. Hunt, qui a discrètement assisté à la scène, rattrape le journaliste, le coince dans un local technique et lui administre une sévère correction.
La course finale a lieu sur le circuit du Fuji au Japon sous une terrible averse. Hunt a trois points de retard sur Lauda. Contre toute attente et au bout du deuxième tour seulement, l'Autrichien décide de rentrer au stand et d'abandonner car les conditions climatiques sont trop dangereuses. Hunt reste en tête une bonne partie de la course mais ses pneumatiques usés l'obligent à rentrer au stand pour les changer. Ayant pris un retard considérable, le Britannique tente le tout pour le tout et au prix d'une formidable remontée, parvient dans le dernier tour à prendre la troisième place et s'adjuge ainsi le titre mondial avec seulement un point d'écart sur son rival.
Lauda raconte la fin de l'histoire : alors qu'il poursuit sa carrière au plus haut niveau et remporte deux nouveaux titres de champion du monde en 1977 et en 1984, Hunt a atteint son but suprême et ne sera plus jamais aussi compétitif. Il continuera sa vie de « playboy » et quittera la course automobile deux ans plus tard, avant de se reconvertir comme commentateur à la télévision. Toujours bon vivant, il décède en 1993 à l'âge de 45 ans d'une crise cardiaque. Lauda n'en sera pas étonné mais triste car malgré leur rivalité, une forme d'amitié s'était créée entre les deux hommes, le pilote autrichien expliquant tout le respect qu'il avait pour son rival, par ailleurs la seule personne qu'il ait jamais enviée.

## Fiche technique
- Titre original : Rush[1]
- Réalisation : Ron Howard
- Scénario : Peter Morgan
- Direction artistique : Mark Digby
- Décors : Patrick Rolfe
- Costumes : Julian Day
- Photographie : Anthony Dod Mantle
- Montage : Daniel P. Hanley et Mike Hill
- Musique : Hans Zimmer
- Production : Andrew Eaton, Eric Fellner, Brian Grazer, Ron Howard et Brian Oliver
- Sociétés de production : Cross Creek Pictures, Egoli Tossell Film, Action Concept Film- und Stuntproduktion, Exclusive Media Group, Imagine Entertainment, Revolution Films (en), Merced Media Partners et Working Title Films
- Sociétés de distribution : Studiocanal (Royaume-Uni), Universal Pictures (États-Unis), Pathé Distribution (France)
- Budget : 38 000 000 $
- Pays d'origine :  États-Unis,  Royaume-Uni,  Allemagne
- Langue originale : anglais
- Format : couleur — 35 mm — 2,35:1 — son Dolby Digital / DTS / SDDS
- Genre : biographie, drame, action
- Durée : 122 minutes
- Dates de sortie[2] :
  - Royaume-Uni : 13 septembre 2013
  - États-Unis : 20 septembre 2013
  - France : 25 septembre 2013
- Classification :
  - Royaume-Uni :15
  - États-Unis : R
  - France : tous publics (visa d'exploitation n°135124 délivré le 29 juillet 2013)

## Distribution
| |  |  |
| Les acteurs australien Chris Hemsworth et allemand Daniel Brühl, photographiés l'année de sortie du film, incarnent respectivement les pilotes James Hunt et Niki Lauda. |  |  |

- Chris Hemsworth (VF : Adrien Antoine ; VQ : Martin Desgagné) : James Hunt
- Daniel Brühl (VF : Jochen Haegele ; VQ : Nicolas Charbonneaux-Collombet) : Niki Lauda
- Olivia Wilde (VF : Stéphanie Lafforgue ; VQ : Mélanie Laberge) : Suzy Miller
- Alexandra Maria Lara (VF : Irina Wanka ; VQ : Nadia Paradis) : Marlene Lauda
- Pierfrancesco Favino (VF : Mathieu Buscatto ; VQ : Patrick Chouinard) : Clay Regazzoni
- David Calder (VF : François Siener) : Louis Stanley
- Stephen Mangan (VF : Pierre Tissot ; VQ : Thiéry Dubé) : Alastair Caldwell
- Natalie Dormer (VF : Diane Dassigny) : l'infirmière Gemma
- Alistair Petrie (VF : François Sasseville (acteur)) : Stirling Moss
- Xavier Laurent : Patrick Depailler
- Christian McKay (VF : Guillaume Lebon ; VQ : Frédéric Desager) : Alexander Fermor-Hesketh
- Colin Stinton (VF : Philippe Dumond) : Teddy Mayer
- Jay Simpson (VF : Joachim Salinger) : Clive
- Geoffrey Streatfield (VF : Gilduin Tissier) : Peter Hunt
- Julian Rhind-Tutt (VF : Stéphane Roux) : Antoine Horsley
- Alessandro De Marco : Daniele Audetto
- Ilario Calvo : Luca di Montezemolo
- Zack Eisaku Niizato : Masahiro Hasemi
- Joséphine de La Baume : Agnès Bonnet
- James Norton : Guy Edwards
- Jamie Sives : (VF : Patrick Mancini) : Mécanicien de BRM
- Jochen Mass : lui-même[3]

Source et légende : Version française (V. F.) sur RS Doublage et sur AlloDoublage et Version québécoise (V. Q.) sur Doublage Québec

## Production

### Tournage
Le tournage se déroule entre le Royaume-Uni, l'Allemagne et l'Autriche. En Angleterre, des scènes automobiles ont été tournées dans le comté de Leicestershire, ainsi que sur le circuit Cadwell Park dans le comté de Lincolnshire. Les Longcross Studios, situés dans le Surrey, ont également été utilisés. Toujours dans le même comté, les scènes à l'usine McLaren sont tournées à Camberley.
L'équipe s'est également rendue en Allemagne à Cologne ainsi que sur le complexe automobile du Nürburgring.

### Fidélité avec les événements réels

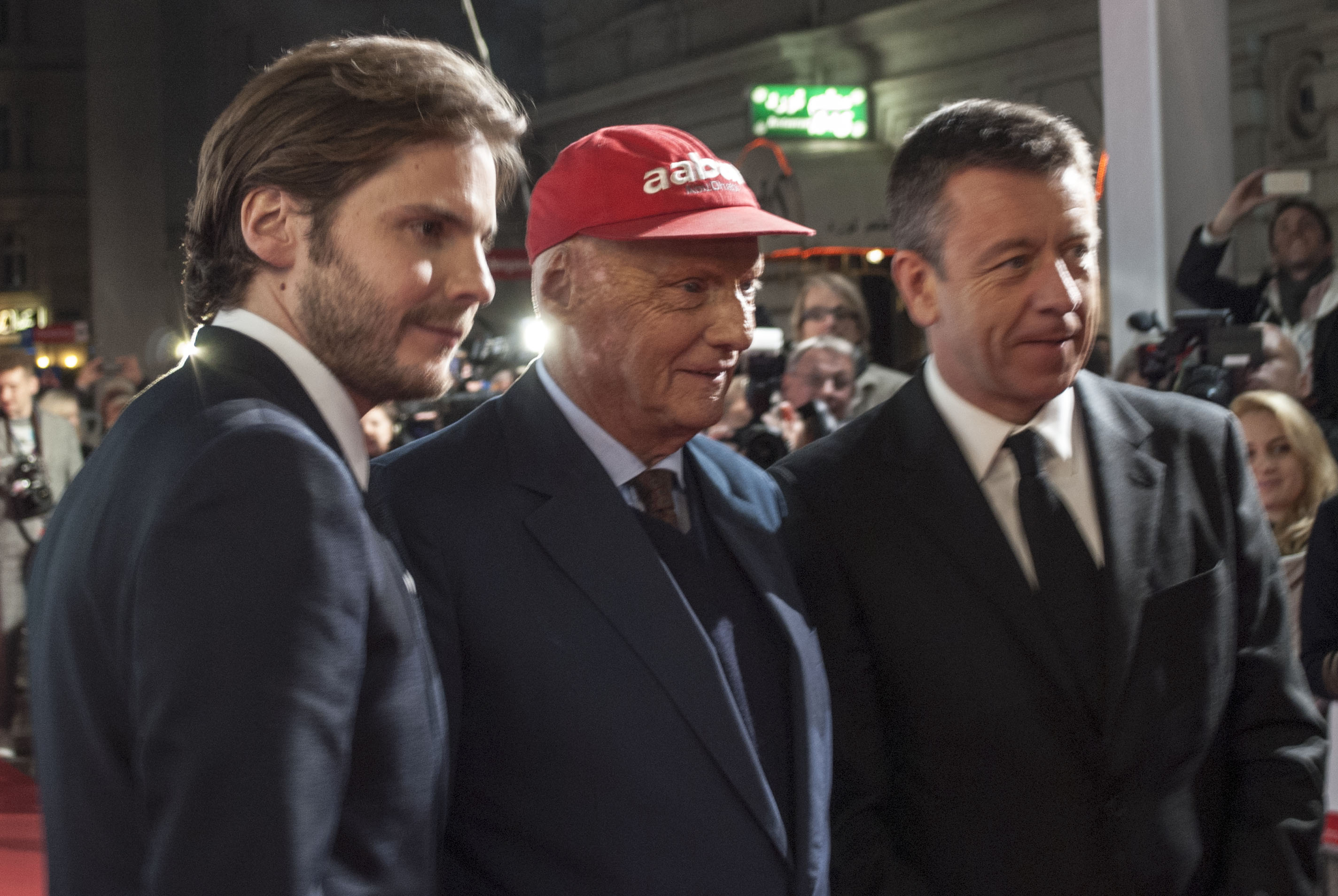
L'acteur Daniel Brühl, Niki Lauda et le scénariste Peter Morgan à la première du film, à Vienne, en septembre 2013.

Niki Lauda fut un des principaux consultants pour le script ainsi que pour les aspects techniques, garantissant ainsi la très grande fidélité entre la narration du film et les événements réels. Lors des préparatifs du projet, Lauda fut approché par le scénariste Peter Morgan pour l'aider à rédiger le script.
Lauda déclara que lorsqu'il visionna le film, il fut impressionné par sa très grande précision : « Quand je l'ai vu pour la première fois, j'ai été favorablement impressionné par le fait qu'il n'y ait pas eu de modifications hollywoodiennes ou de choses adaptées à la mode Hollywood. C'est très précis, c'est exactement, euh ... Ça m'a vraiment surpris de manière très positive » / « When I saw it first time, I was impressed that there was no Hollywood changes, or things changed a bit Hollywood like. It is very accurate, it is exactly, uh ... This really surprised me very positively ».
Il expliqua également dans cette interview que les acteurs Daniel Brühl et Chris Hemsworth avaient parfaitement réussi à se glisser dans la peau des deux pilotes.

## Autour du film
Les monoplaces du film ne sont pas des Formule 1 mais des Formule 3 maquillées.
Afin de s'assurer de la participation de Chris Hemsworth, l’équipe de production dut décaler les dates de tournage, l'acteur étant pris par le tournage de Blanche-Neige et le Chasseur.

## Distinctions

### Récompenses
- British Academy Film Award du meilleur montage
- Boston Society of Film Critics Awards 2013 : Meilleur montage

### Nominations et sélections
- Festival international du film de Toronto 2013 : sélection « Gala Présentations »
- Washington D.C. Area Film Critics Association Awards 2013 :
  - Meilleur acteur dans un second rôle pour Daniel Brühl
  - Meilleur montage pour Dan Hanley et Mike Hill

- British Academy Film Awards 2014 :
  - Meilleur film britannique
  - Meilleur acteur dans un second rôle pour Daniel Brühl
  - Meilleur son pour Danny Hambrook, Martin Steyer, Stefan Korte, Markus Stemler et Frank Kruse
- Critics' Choice Movie Awards 2014 :
  - Meilleur acteur dans un second rôle pour Daniel Brühl
  - Meilleur maquillage
  - Meilleur montage pour Daniel P. Hanley et Mike Hill
  - Meilleur film d'action
- Golden Globes 2014 :
  - Meilleur film dramatique
  - Meilleur acteur dans un second rôle pour Daniel Brühl
- Satellite Awards 2014 :
  - Meilleur réalisateur pour Ron Howard
  - Meilleure direction artistique
  - Meilleurs costumes
  - Meilleure photographie pour Anthony Dod Mantle
  - Meilleur montage
  - Meilleur son
  - Meilleurs effets visuels
- Screen Actors Guild Awards 2014 :
  - Meilleur acteur dans un second rôle pour Daniel Brühl
  - Meilleure équipe de cascadeurs